# Don Rosa
Don Rosa, właśc. Keno Don Hugo Rosa (ur. 29 czerwca 1951 w Louisville, Kentucky) – amerykański twórca komiksów, jeden z najsłynniejszych autorów historyjek z Kaczorem Donaldem, Sknerusem McKwaczem i innymi disneyowskimi postaciami, przez wielu uważany za najlepszego od czasów Carla Barksa twórcę „kaczych” historii, jak również jednego z najlepszych twórców komiksowych w ogóle. W 1995 nagrodzony Nagrodą Eisnera (komiksowy odpowiednik Oscara) za komiks Życie i czasy Sknerusa McKwacza. Z wykształcenia inżynier budownictwa.

## Dzieciństwo i początki kariery
Rodzina Dona Rosy pochodzi z małej wioski Moniago, na północy Włoch. Jego dziadek, Gioachino „Keno” Rosa, wyemigrował do Stanów w roku 1915, tuż po narodzinach syna, Hugona. W 1951 urodził się Don Rosa – drugie dziecko Hugona Rosy i jego mającej szkockie i niemieckie korzenie żony, Chilistiny Titiano. Chłopiec nazwany został imionami dziadka (Keno – zdrobniona forma Gioachino) i ojca.
Od najmłodszych lat mały Don Rosa uwielbiał rysować, pierwsze rysunki stworzył, zanim jeszcze nauczył się pisać. Zawsze najbardziej skupiał się na fabule, rysunki były dla niego tylko sposobem opowiedzenia historii. W latach młodości bohaterami jego komiksów byli najczęściej Holey i Joe, przedstawiani jako mali ludzie. W latach 1969–1973 studiował inżynierię na Uniwersytecie Kentucky, studia zakończył z tytułem inżyniera konstrukcji podziemnych. Podczas studiów pracował dla szkolnej gazetki „The Kentucky Kernel”, gdzie tworzył paski komiksowe oraz karykatury. Po studiach pracował w rodzinnej firmie, tworzył również dla różnych „fanzinów” komiksy z wymyślonym przez siebie bohaterami, Pertwillaby Papersem (127 odcinków) i Kapitanem Kentucky (150 odcinków). W 1980 roku ożenił się z Ann Payne.

## Współpraca z Gladstone
W 1986 amerykańskie wydawnictwo Gladstone uzyskało od Walt Disney Company licencję na tworzenie i wydawanie komiksów z Kaczorem Donaldem i innymi „kaczymi’ bohaterami. Don Rosa umówił się na spotkanie z redaktorem naczelnym wydawnictwa, Byronem Ericsonem. Ericson szybko przekonał się do talentu Rosy, zatrudniając go na stanowisku rysownika. Pierwszym „kaczym” komiksem stworzonym przez Dona Rosę był Syn słońca – przeróbka jego własnej historii Zaginiony w Andach, której bohaterem był Pertwillaby Papers. Komiks odniósł duży sukces w Stanach, był nawet nominowany do nagrody Harvey Award. W 1989 roku, w okresie sporów licencyjnych pomiędzy wydawnictwem a The Walt Disney Company, Don Rosa pracował dla holenderskiego wydawnictwa Oberon oraz dla wydawcy magazynu „Kacze opowieści” (opartego na serialu animowanym pod tym samym tytułem). Współpraca z tym ostatnim skończyła się w przykrych okolicznościach już po jednym komiksie.

## Współpraca z Egmontem

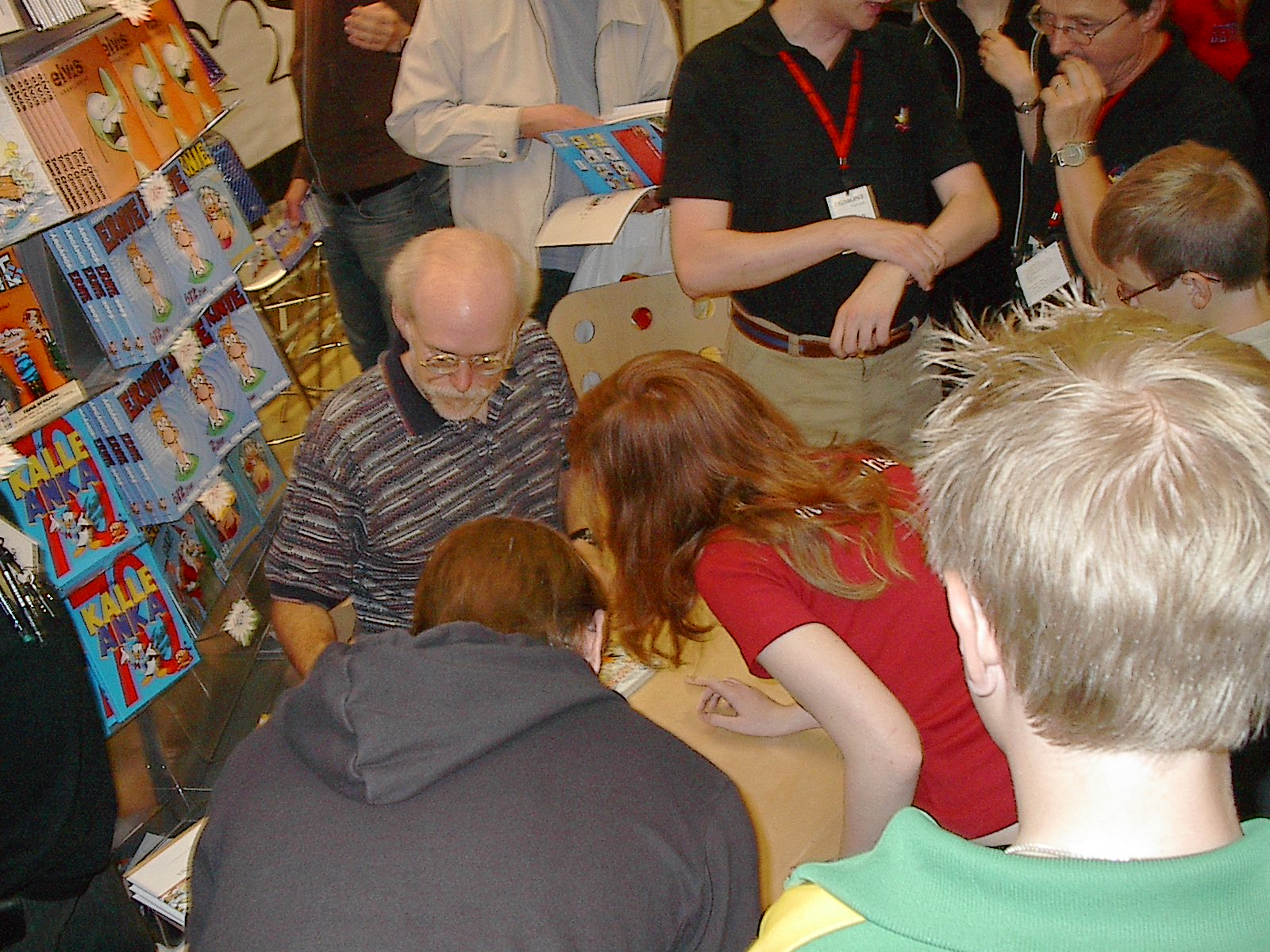
Don Rosa na spotkaniu z fanami w Szwecji, 2004

Kiedy licencja na tworzenie i wydawanie w Europie komiksów z Kaczorem Donaldem powróciła do wydawnictwa Gutenberghus (dziś: Egmont), Don Rosa, uznany już autor, znalazł w nim zatrudnienie. Razem z nim pracę w Egmoncie rozpoczął również Byron Erickson, jego przyjaciel i promotor z wydawnictwa Gladstone. Pierwszym komiksem stworzonym dla Egmontu był The Master Landscapist (Architekt Krajobrazu) wydany w Polsce 24 czerwca 2009 roku w piśmie Kaczor Donald. Rok później, w 1991, Don Rosa rozpoczął pracę nad swoim największym dziełem: albumem Życie i czasy Sknerusa McKwacza (wydawanym w latach 1992–1994). Praca ta przyniosła autorowi sławę na całym świecie, uhonorowano go również wieloma nagrodami, m.in. prestiżową nagrodą Eisnera. W 1997 roku Don Rosa zdobył drugą w swej karierze nagrodę Eisnera, tym razem w kategorii najlepszy twórca komiksów/humor.
Latem 2002 roku, po wydaniu komiksu Czy to jawa, czy sen? (uważanego za jeden z najlepszych w jego karierze; w Polsce wydanego w „Kaczorze Donaldzie” nr 24 z 2008), Don Rosa wdał się w konflikt z właścicielami wydawnictwa Egmont. Sprawa dotyczyła warunków, na jakich publikowane były prace autorstwa Rosy: autor odkrył, iż bez jego wiedzy zmieniana jest kolorystyka i rozmiar obrazków, komputerowa obróbka (zbyt duża kompresja) powodowała też czasem widoczną utratę jakości plansz, pojawiały się nawet zauważalne gołym okiem piksele. Nie mogąc dojść do porozumienia z władzami wydawnictwa, Don Rosa ogłosił strajk, zawieszając pracę oraz wstrzymując zgodę na publikację jego dotychczasowych dzieł. Do porozumienia doszło w grudniu tego samego roku, pierwszym komiksem stworzonym po przerwie był Skarb na śmietnisku opublikowany w październiku 2003.

### Kontakt z fanami
Don Rosa wielką wagę przykłada do bezpośredniego kontaktu z fanami swoich komiksów. Do 2006 roku każdego dnia średnio 3-4 godziny poświęcał on na własnoręczne odpisywanie na listy i e-maile od fanów, jednak gdy zalew maili przekroczył jego zdolności przestał odpisywać na korespondencję. Do dziś podczas spotkań autorskich nierzadko cały dzień poświęca na rysowanie prostych rysunków i karykatur oraz rozdawanie autografów.

## Twórczość

### Styl

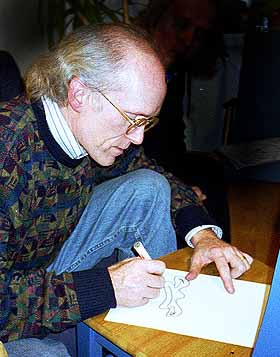
Don Rosa w Helsinkach, 1999

Charakterystyczną cechą rysunków Dona Rosy jest ogromna liczba detali w nich zawartych. W przeciwieństwie do innych czołowych rysowników (Carla Barksa, Vicara czy Marco Roty) przykłada on wielką wagę do detali takich jak kanciki na końcach dziobów, zmarszczki czy układ piór na głowach bohaterów. Detale zawarte w rysunkach zwiększają również ich komizm. Często na drugim albo trzecim planie rozgrywają się króciutkie zamknięte historyjki, często z udziałem bohaterów zwierzęcych, niosące w sobie dużą dozę komizmu (przykład: struś „skarżący” się na „porzucenie” go przez Sknerusa w komiksie Gość Krainy Snów). Styl Dona Rosy w ciągu blisko 20 lat jego pracy twórczej ewoluował. Widać to zwłaszcza w konstrukcji postaci: w nowych komiksach są one bardziej masywne niż w starych dziełach, nieznacznie wyższe, ich konstrukcja jest mniej kulista. Dzięki temu ich sylwetka bardziej przypomina ludzką, a same postacie lepiej odbijają się od tła, na jakim są umieszczone.
Historyjki rysowane przez Dona Rosę zawierają zwykle więcej niż zwyczajowe 8 obrazków na stronę. Kompresja ta jest niezbędna z uwagi na ograniczenia związane z objętością czasopism (również polskiego „Kaczora Donalda”) w których drukowane są komiksy Dona Rosy.

### Inspiracje
Tworząc swoje prace, Don Rosa najczęściej szuka inspiracji w historii i mitologii. Bohaterowie stworzonych przez niego komiksów często spotykają znane z kart historii postacie (w komiksie Życie i czasy Sknerusa McKwacza byli to m.in. Theodore Roosevelt czy pisarz Jack London, w innych historiach powiązanych z głównym cyklem pojawili się również m.in. Indianin Geronimo, Buffalo Bill czy niemiecki poszukiwacz złota – Jacob Waltz (odkrywca i właściciel legendarnej kopalni złota – „Kopalni Holendra”). Don Rosa przedstawia czytelnikom swoje własne teorie na temat powstania nieoficjalnego hasła Kanadyjskiej Królewskiej Policji Konnej („Zawsze złapiemy naszego człowieka”), przybliża historię kamienia filozoficznego i zakonu templariuszy (łącząc ją z dziejami wyprawy Krzysztofa Kolumba), dzieje skarbu mongolskiego władcy Kubilaj-chana (powiązanego, według Rosy, z legendą dotyczącą mitycznej krainy szczęścia Xanadu). Cytuje również dzieła najwybitniejszych poetów: Williama Szekspira czy Samuela Taylora Coleridge’a.
Jego ulubiony bohater, Sknerus McKwacz jest obecny wszędzie tam, gdzie działo się coś istotnego w dziejach ludzkości. Na własne oczy ogląda zagładę wyspy Krakatau, jest jednym z pasażerów Titanica (na którym spotyka m.in. najbogatszą ofiarę śmiertelną katastrofy statku, Johna Jacoba Astora), skupuje akcje podczas kryzysu na nowojorskiej giełdzie oraz jajka Fabergé od cara Mikołaja II. Wraz z rodziną osobiście bierze też udział, u boku boga Väinämöinena, w znanej z Kalevali walce bóstw pochodzących z mitologii nordyckiej („W poszukiwaniu źródeł Kalevali” – komiks narysowany ze specjalną dedykacją dla fińskich fanów).
Duży wpływ na twórczość Dona Rosy wywarł najbardziej znany twórca „kaczych” opowieści, Carl Barks. W każdej pracy jego autorstwa znaleźć można hołd oddany wielkiemu poprzednikowi: prócz licznych nawiązań do twórczości Barksa jest to mały napis D.U.C.K. (Dedicated to Unca Carl from Keno – Dedykowany Wujkowi Carlowi od Keno) umieszczony na okładce bądź pierwszej stronie każdego komiksu. Innym sposobem, w jaki Don Rosa oddaje hołd uwielbianym przez siebie rysownikom, jest umieszczanie w każdym komiksie tzw. „ukrytych Myszek Miki”. Są to schowane w różny, czasem zaskakujący sposób, podobizny słynnego bohatera stworzonego przez Walta Disneya. Ukryta Myszka Miki jest czasami lalką leżącą w gablocie, postacią z okładki gazety czytanej przez któregoś z bohaterów lub efektem kosmicznej kolizji (jak w komiksie „Najeźdźcy z kosmosu”).
W jednym ze swoich najnowszych dzieł, wydanym w 2004 roku komiksie The Black Knight Glorps Again (w Polsce wydanym w KD nr 27, 2008), Don Rosa oddał szczególny hołd swojemu mistrzowi. Dowiadujemy się w nim, iż Sknerus McKwacz jest wielkim fanem jego twórczości – określa go mianem „swojego ulubionego artysty” oraz „geniusza”. W jego rękach znajdują się również wszystkie przedstawiające go obrazy namalowane przez Barksa (których część przedstawiona zostaje w historii).

### Proces twórczy

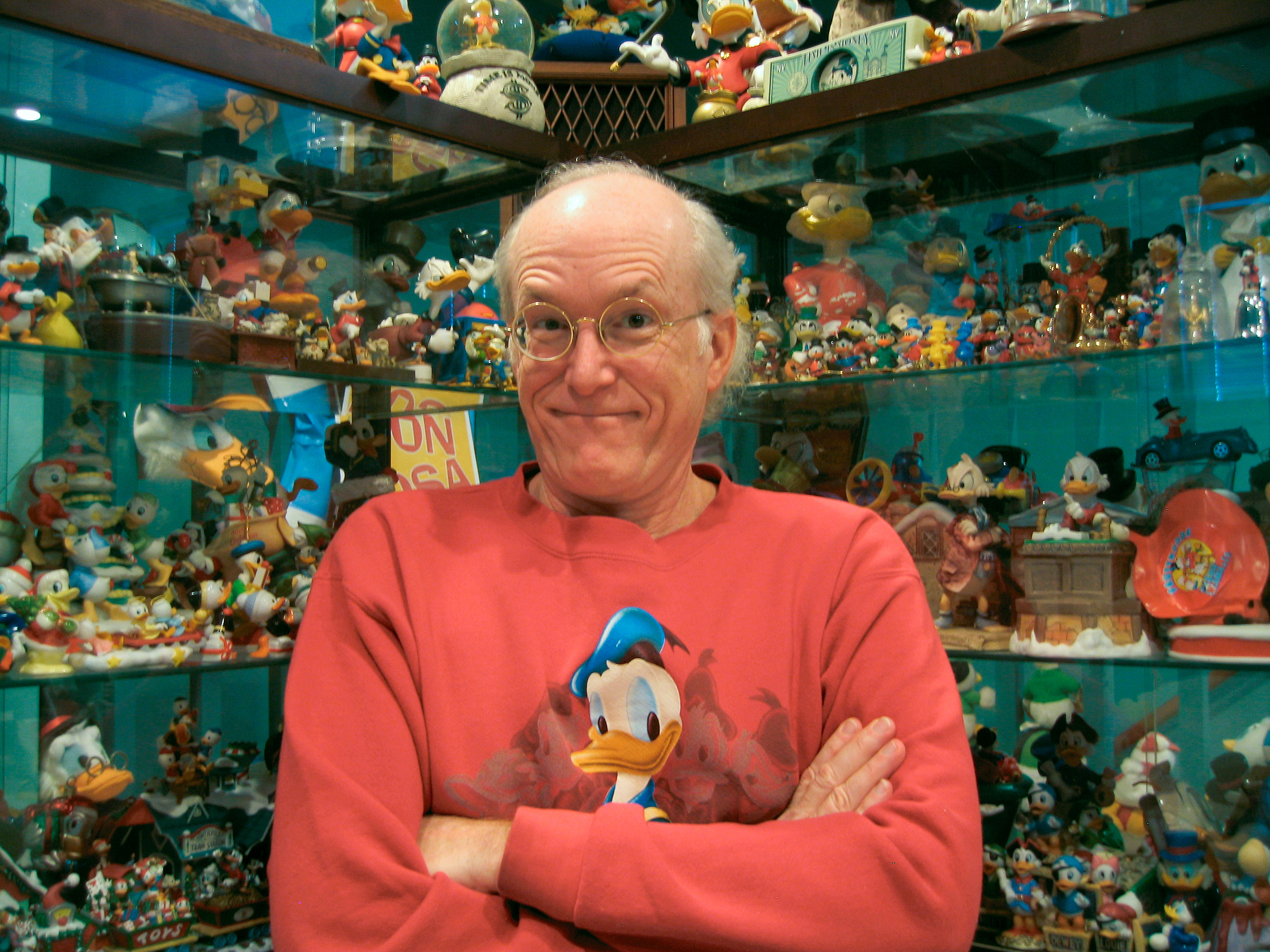
Don Rosa (2010)

Swoimi komiksami Don Rosa ma ambicję nie tylko bawić czytelników, ale również przekazywać im pewną konkretną, historyczną wiedzę. Zmusza go to do przeprowadzenia podczas tworzenia scenariusza każdej opowieści dokładnych badań historycznych, niezbędnych w celu uniknięcia poważnych błędów merytorycznych. Efektem są pomysłowe historie, których lektura pozwala poznać m.in. rangę pierwszych dziewięciu templariuszy (List z domu) czy historię zmiany kalendarza z juliańskiego na gregoriański (Korona krzyżowców). Do swoich historyjek Don Rosa, sam posługujący się wyłącznie angielskim, wprowadza również postacie posługujące się obcymi dla anglojęzycznych czytelników językami (np. złodziej Arpin Lusene, wzorowany na Arsenie Lupin, mówi specyficzną mieszanką francuskiego i angielskiego) – w takich wypadkach w tłumaczeniu pomagają mu zazwyczaj fani z całego świata.
Stworzywszy scenariusz dzieła, Don Rosa rozpoczyna pracę nad rysunkami. Pracę zaczyna od prostych, składających się z form geometrycznych szkiców wykonanych ołówkiem technicznym na papierze formatu B5 – identycznym z docelowym formatem komiksu. Charakterystyczną cechą twórczości Rosy, człowieka, który nigdy nie ukończył żadnej szkoły plastycznej i całą wiedzę dotyczącą rysunków zdobył na studiach technicznych, jest również częste wspomaganie się na tym etapie pracy gotowymi szablonami. Następnie wprowadzane są ostatnie poprawki kompozycyjne i rozpoczyna się drobiazgowa praca nad dopracowywaniem detali. Ostatnim etapem jest pokrywanie konturów tuszem i, w końcu, kolorowanie ukończonych plansz (za co odpowiada już wydawnictwo).
Co charakterystyczne, Don Rosa tworzy swoje dzieła dość powoli: jedna strona zajmuje mu przeważnie więcej niż ośmiogodzinny dzień pracy, od początku kariery stworzył niewiele ponad 80 historii. Pracę nad komiksami zaczyna zwykle od stworzenia ostatniej strony. Ma to na celu „zablokowanie” zakończenia – uniemożliwia autorowi dokonywanie zaburzających objętość komiksu zmian w gotowym scenariuszu.

## Historia klanu McKwacz

### „Życie i czasy Sknerusa McKwacza”
Za największe dzieło stworzone przez Dona Rosę powszechnie uważana składająca się z dwunastu rozdziałów (plus stworzonych w późniejszym okresie sześciu rozdziałów dodatkowych) saga przedstawiająca życie i drogę do majątku Sknerusa McKwacza. Komiks przedstawia dzieje Sknerusa: od młodego pucybuta i sprzedawcy torfu w rodzinnym Glasgow, poprzez szereg jego podróży po całym świecie (Stany Zjednoczone, Afryka, Australia), aż do spotkania po latach z siostrzeńcem, Kaczorem Donaldem. Rosa przybliża stworzone przez siebie drzewo genealogiczne rodziny McKwacz: poznajemy nie tylko najbliższą rodzinę Sknerusa (rodziców i dwie siostry – Matyldę i Hortensję McKwacz – matkę Donalda), ale również jego dalszych przodków, lokatorów zamku rodowego na wzgórzach Dismal (Ponure Wzgórza). Rodzina odgrywa zresztą wielką rolę w świecie komiksów Dona Rosy – główny bohater przez lata robi wszystko dla rodziny, posyła jej każdy zarobiony grosz. Później, po śmierci rodziców i konflikcie z siostrami, pogrąża się w samotności, radości nie dają mu nawet pieniądze. Dopiero ponowne spotkanie z siostrzeńcem, Kaczorem Donaldem oraz Hyziem, Dyziem i Zyziem (opisane w komiksie Samotnik z Hrabstwa McKwacz) przywraca mu radość życia.
Dużą rolę w komiksie odgrywają postacie znane z dzieł innych autorów (przede wszystkim Carla Barksa). Rosa przedstawia czytelnikom pierwsze zetknięcie Sknerusa ze swoimi przyszłymi wrogami:
- Bracia Be – swój pseudonim zawdzięczają właśnie Sknerusowi. Pierwsze z nimi spotkanie nastąpiło, według Rosy, w 1880 roku. Historia ta opisana jest w komiksie Władca Missisipi.
- John Kwakerfeller – jego ojciec, Howard, pomógł Sknerusowi zdobyć majątek w komiksie Właściciel Miedzianego Wzgórza, pojawił się również w komiksie Pierwsza dziesięciocentówka.
- Granit Forsant – Bur spotkany przez Sknerusa McKwacza podczas jego podróży po RPA, w komiksie Postrach Transwalu.

Poznajemy również inne postacie:
- Babcia Kaczka – właściwie Doretta, w chwili pierwszego spotkania ze Sknerusem zwana Mamą Kaczką – mieszkanka farmy pod wzgórzem Kaczogród, matka Dafne (w późniejszym okresie – matka Gogusia), Eidera (w późniejszym okresie ojca Dziobasa) i Kwaczymona (w późniejszym okresie ojca Donalda). Według Rosy pierwsze jej spotkanie ze Sknerusem nastąpiło w roku 1903, historia ta opisana jest w komiksie Najeźdźca z Kaczogrodu.
- Diodak „Zębatka” Newtoniusz – genialny wynalazca, dziadek Diodaka. Po raz pierwszy pojawił się w komiksie Władca Missisipi.
- Złotka O’Gilt – pierwsza i jedyna miłość Sknerusa, piosenkarka i właścicielka kasyna w Dawson, jedyna osoba, przy której Sknerus tracił swą zwyczajową pewność siebie. Pukiel złotych włosów Złotki był jednym z najcenniejszych skarbów McKwacza (przechowywany razem z pierwszym dużym złotym samorodkiem znalezionym w Klondike i aktem własności fortu Kaczogród). Według Rosy pierwsze spotkanie McKwacza ze Złotką nastąpiło w roku 1898, w komiksie Król Klondike. Później Złotka pojawiała się jeszcze w wielu komiksach tego autora, również tych, których akcja dzieje się w naszych czasach.

### Kontrowersje związane z chronologią
Duże kontrowersje wśród fanów wzbudziła próba umieszczenia życia bohaterów, w szczególności Sknerusa McKwacza, w sztywnych ramach czasowych. Doprowadziło to do stwierdzenia, jakoby Sknerus McKwacz, urodzony w 1867 roku, umarł w 1967 roku w wieku 100 lat. Wywołało to liczne protesty fanów z całego świata, stało również w sprzeczności z sięgającą Carla Barksa i pielęgnowaną przez większość współczesnych rysowników tradycją nieukazywania w komiksach dokładnego wieku Donalda (urodzonego według Rosy w 1920) i reszty „kaczych” bohaterów. Ostatecznie, pod naciskiem wydawnictwa, rysownik wycofał się z tego pomysłu (umiejscawiając po prostu akcję swoich komiksów w latach 50. i 60. XX wieku), problem jednak co pewien czas powraca. Głośnym stał się konflikt autora z wydawnictwem Egmont zaistniały przy okazji tworzenia komiksu List z domu. Pojawia się w nim postać Matyldy McKwacz, siostry Sknerusa. Pierwotnie w komiksie miała również występować jego druga siostra (matka Donalda), Hortensja, sprzeciw wyraziło jednak wydawnictwo, które „nieoficjalnie” uśmierciło ją przed laty. W odpowiedzi Don Rosa stwierdził, iż jest gotowy narysować komiks opowiadający o śmierci Hortensji (oraz Delli – matki Hyzia, Dyzia i Zyzia), pomysł ten jednak również nie spotkał się z aprobatą wydawnictwa.

## Twórczość Dona Rosy w Polsce
Twórczość Dona Rosy jest dobrze znana w Polsce. Poszczególne narysowane przez niego historie (m.in. Pierwsza dziesięciocentówka, która jest mylnie zaliczana nieraz do cyklu Życie i czasy Sknerusa McKwacza), Przekleństwo Ryjodamusa, Kacze oko czy Z annałów Młodych Skautów (komiks narysowany z okazji 60. rocznicy pojawienia się postaci Hyzia Dyzia i Zyzia) drukowane były w latach 90. XX wieku na łamach tygodników „Mickey Mouse” i „Kaczor Donald”, wiele dłuższych komiksów (m.in. Siedem dni w Tybecie, Korona krzyżowców i List z domu) trafiło na łamy specjalnych wydań tego ostatniego czasopisma. W 2000 roku nakładem wydawnictwa Egmont Polska ukazało się najsłynniejsze dzieło Dona Rosy, komiks Życie i czasy Sknerusa McKwacza. W 2006, w ramach serii komiksów Kaczogród, do sklepów trafił kolekcjonerski album w całości poświęcony historyjkom Dona Rosy. Artysta odwiedził Międzynarodowy Festiwal Komiksu i Gier w Łodzi, który odbył się w dniach 4-6 października 2013 roku.
W 2017r. wydawnictwo Egmont Polska wydało jednotomowe wydanie komiksu Dona Rosy ,,Życie i Czasy Sknerusa Mckwacza” zawierające rozdziały podstawowe, rozdziały dodatkowe, komentarze Rosy do swoich komiksów, okładki do komiksów, listę nawiązań do komiksów Carla Barksa, oś czasu Sknerusa Mckwacza oraz drzewo genealogiczne Kaczora Donalda.